# Mauranipur
Mauranipur is een stad en gemeente in het district Jhansi van de Indiase staat Uttar Pradesh. 

## Demografie
Volgens de Indiase volkstelling van 2001 wonen er 50.886 mensen in Mauranipur, waarvan 53% mannelijk en 47% vrouwelijk is. De plaats heeft een alfabetiseringsgraad van 62%.

## Galerij

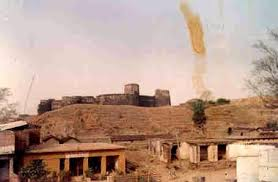
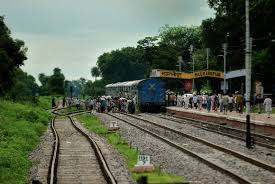